# Wilhelm Frass
Wilhelm Frass (* 29. Mai 1886 in St. Pölten, Österreich-Ungarn; † 1. November 1968 in Wien) war ein österreichischer Bildhauer und Medailleur.

## Leben

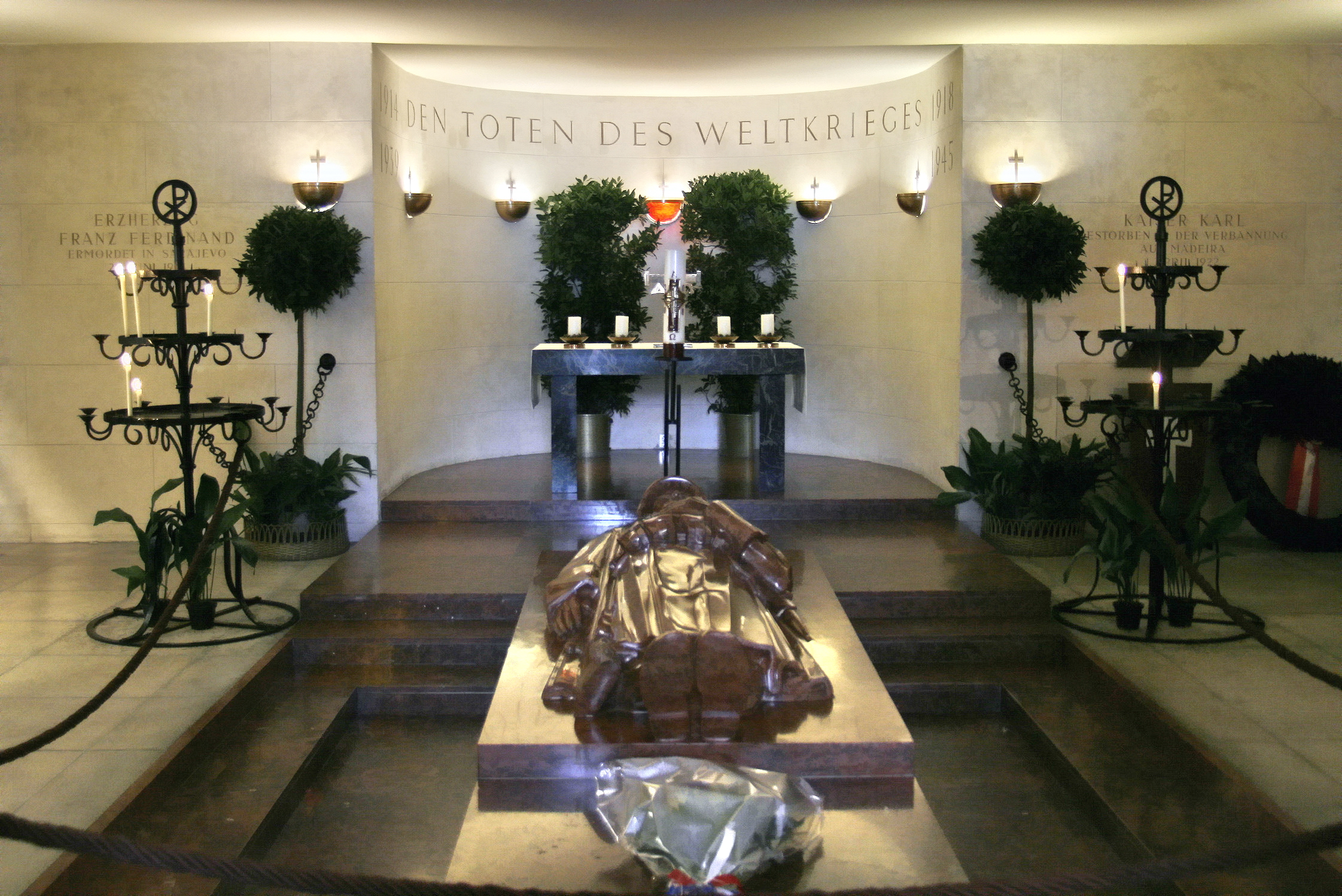
Liegender Soldat in der Krypta im Heldentor

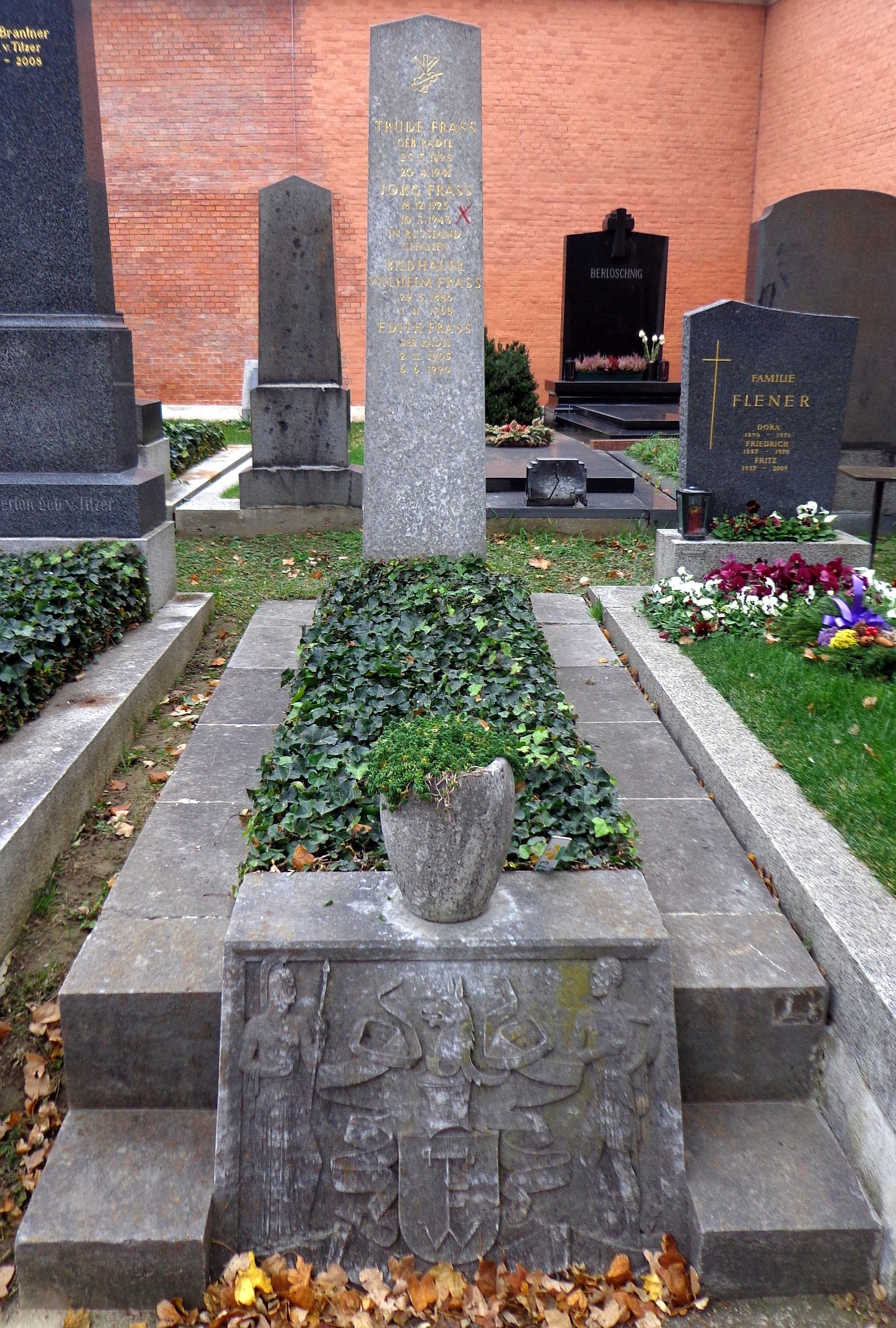
Wiener Zentralfriedhof – Grab von Wilhelm Frass

Frass war der Sohn des Direktors der Gaswerke St. Pölten, sein Bruder war der Architekt Rudolf Frass. Die Brüder besuchten die Staatsgewerbeschule in Wien und anschließend die Akademie der bildenden Künste Wien, wo Wilhelm Frass bei Hans Bitterlich und Edmund von Hellmer studierte. Im Ersten Weltkrieg kämpfte Frass als k.u.k. Infanterieoffizier mit den Banater Schwaben.
Frass lebte und arbeitete in einem der Staatsateliers in der Wiener Krieau.
Während der Ära des „Roten Wien“ hatte er einige Aufträge zur Ausstattung von Gemeindebauten, unter anderem für den Sandleitenhof und den Karl-Seitz-Hof. Einige Skulpturen aus dieser Periode stehen unter Denkmalschutz.
Er amtierte während der Ständestaatsdiktatur 1934 bis 1938 als Präsident des Künstlerverbandes der österreichischen Bildhauer und erhielt 1936 den Großen Österreichischen Staatspreis. Er war vielbeschäftigter Künstler während des Austrofaschismus, aber gleichzeitig seit 1933 illegales Mitglied der NSDAP. Am 23. Mai 1938 beantragte er die reguläre Aufnahme in die Partei und wurde rückwirkend zum 1. Mai 1933 desselben Jahres aufgenommen (Mitgliedsnummer 1.621.727).
Nach dem „Anschluss“ Österreichs an das Deutsche Reich war Frass von 1938 bis 1945 Leiter der Hochschulklasse der Kunst- und Modeschule der Stadt Wien sowie unter Hanns Blaschke Sachberater für Bildhauerkunst im Kulturamt. 1939 wurde er Mitglied des Wiener Künstlerhauses. Er erhielt Großaufträge für Anschlussdenkmäler, Hitlerbüsten und das NS-Regime verherrlichende allegorische Skulpturen. Von 1937 bis 1940, 1943 und 1944 war Frass mit insgesamt sieben Arbeiten auf der Großen Deutschen Kunstausstellung in München vertreten, darunter 1944 mit einer Porträtbüste von Hermann Neubacher. Frass stand 1944 in der Gottbegnadeten-Liste des Reichsministeriums für Volksaufklärung und Propaganda.
Nach 1945 wurde Frass bei der Entnazifizierung als „minderbelastet“ eingestuft und auf Betreiben des Architekten Josef Hoffmann wieder in den Kunstbetrieb integriert. 1948 bis 1950 war er Mitglied der Wiener Secession. Frass erhielt ein ehrenhalber gewidmetes Grab auf dem Wiener Zentralfriedhof, dieser Status wurde ihm jedoch 2012 aberkannt.
Im Denkmal des toten Soldaten in der Krypta am Wiener Heldenplatz vermutete man schon längere Zeit ein Huldigungsschreiben Frass' an den Nationalsozialismus, das er in einem Brief an den Kunsthistoriker Karl Hareiter als hochverräterisches Schriftstück erwähnte. Dieses Huldigungsschreiben wurde im Jahr 2012 tatsächlich gefunden. Gleichzeitig fand man auch ein pazifistisches Schreiben des Bildhauers Alfons Riedel, zu der Zeit ein Mitarbeiter von Frass. Die beiden Schriftstücke wurden am 9. Juli 2013 dem Wiener Heeresgeschichtlichen Museum übergeben, wo sie als Faksimile im Saal Republik und Diktatur  über einer Vitrine mit einem Modell des Burgtores und jener Messinghülse, in welchem die Schreiben versteckt waren, ausgestellt sind.

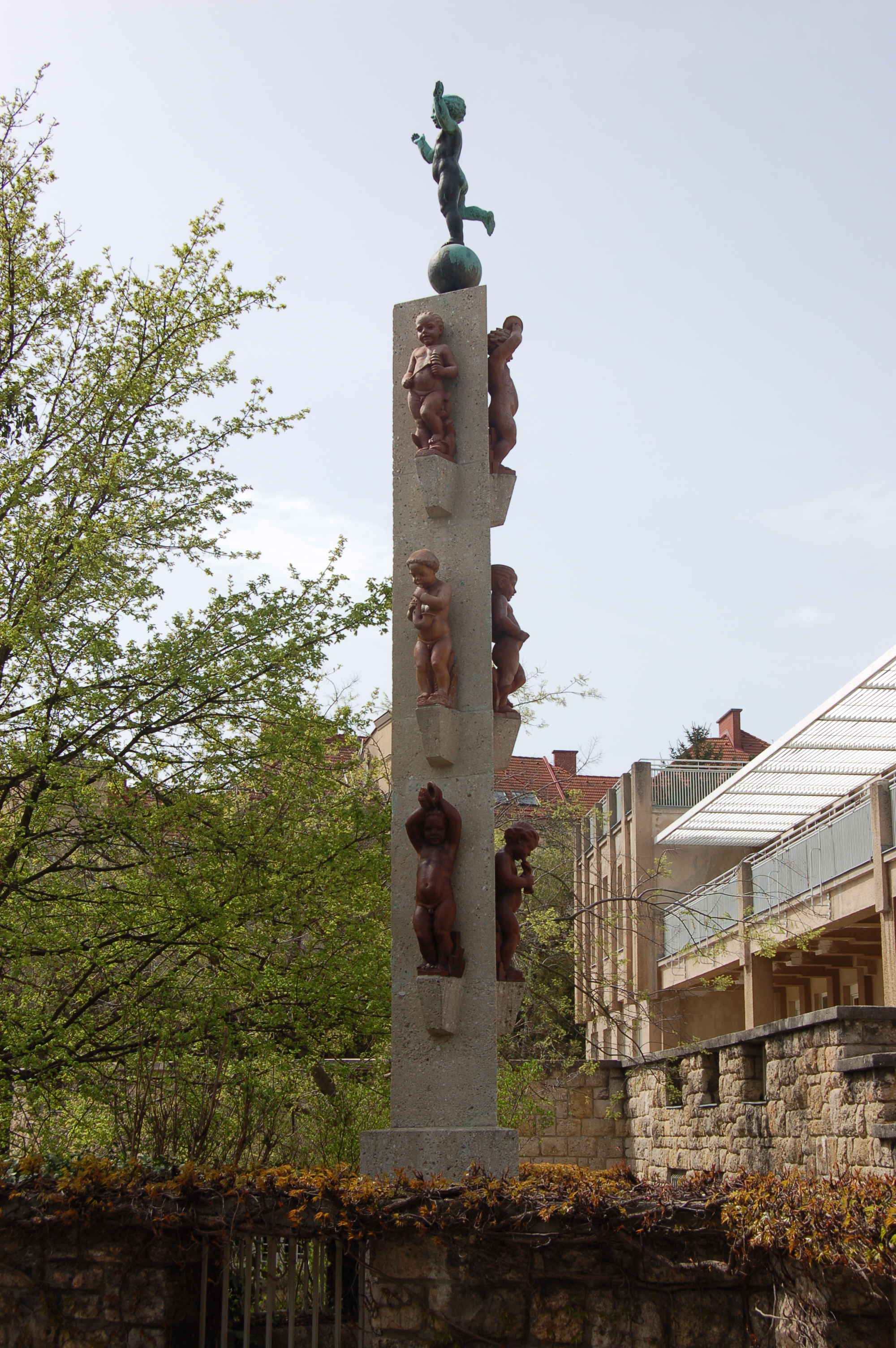
Säule des Frohsinns im Sandleitenhof

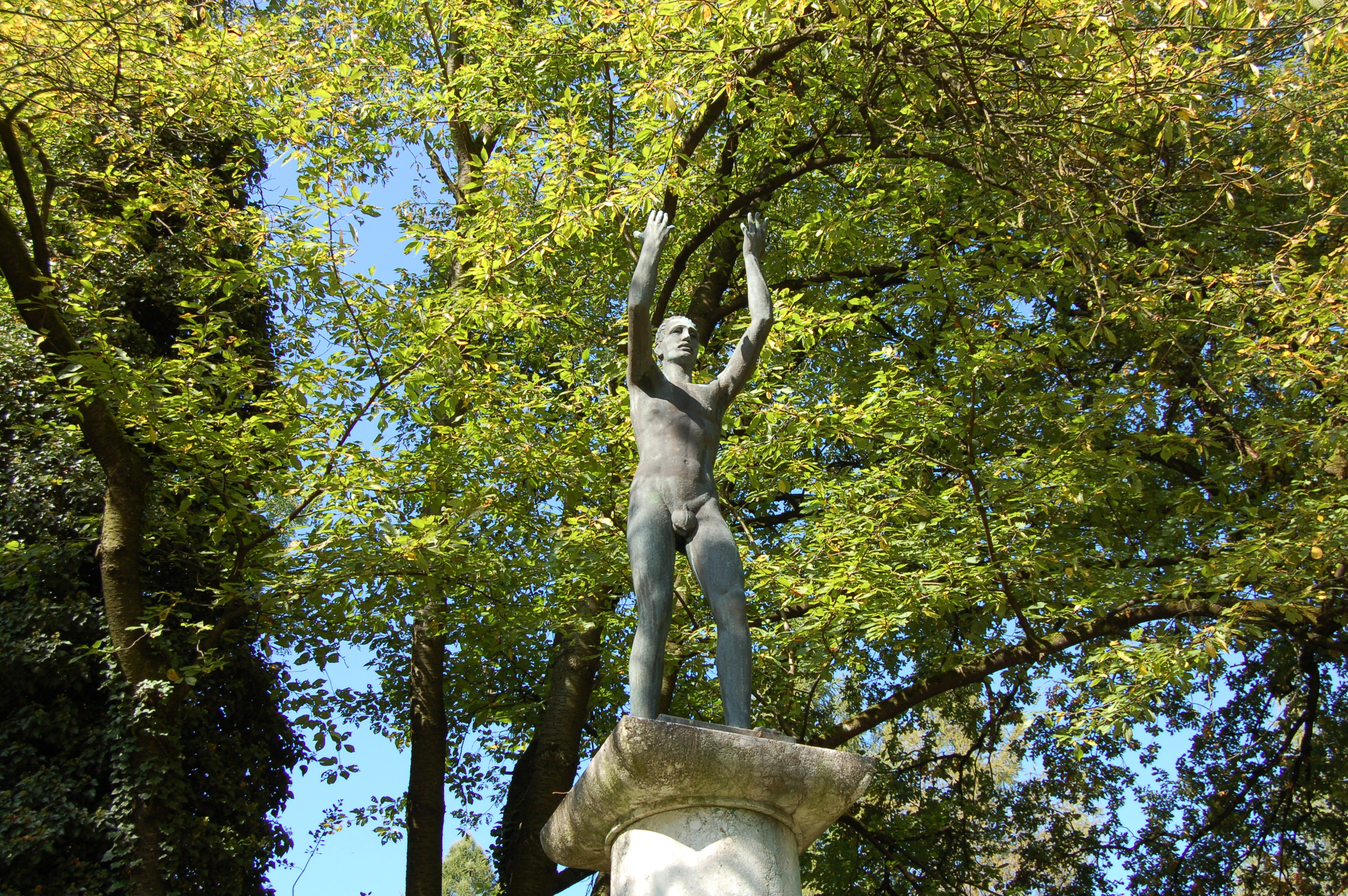
„Fliegerdenkmal“ in Linz am Römerberg

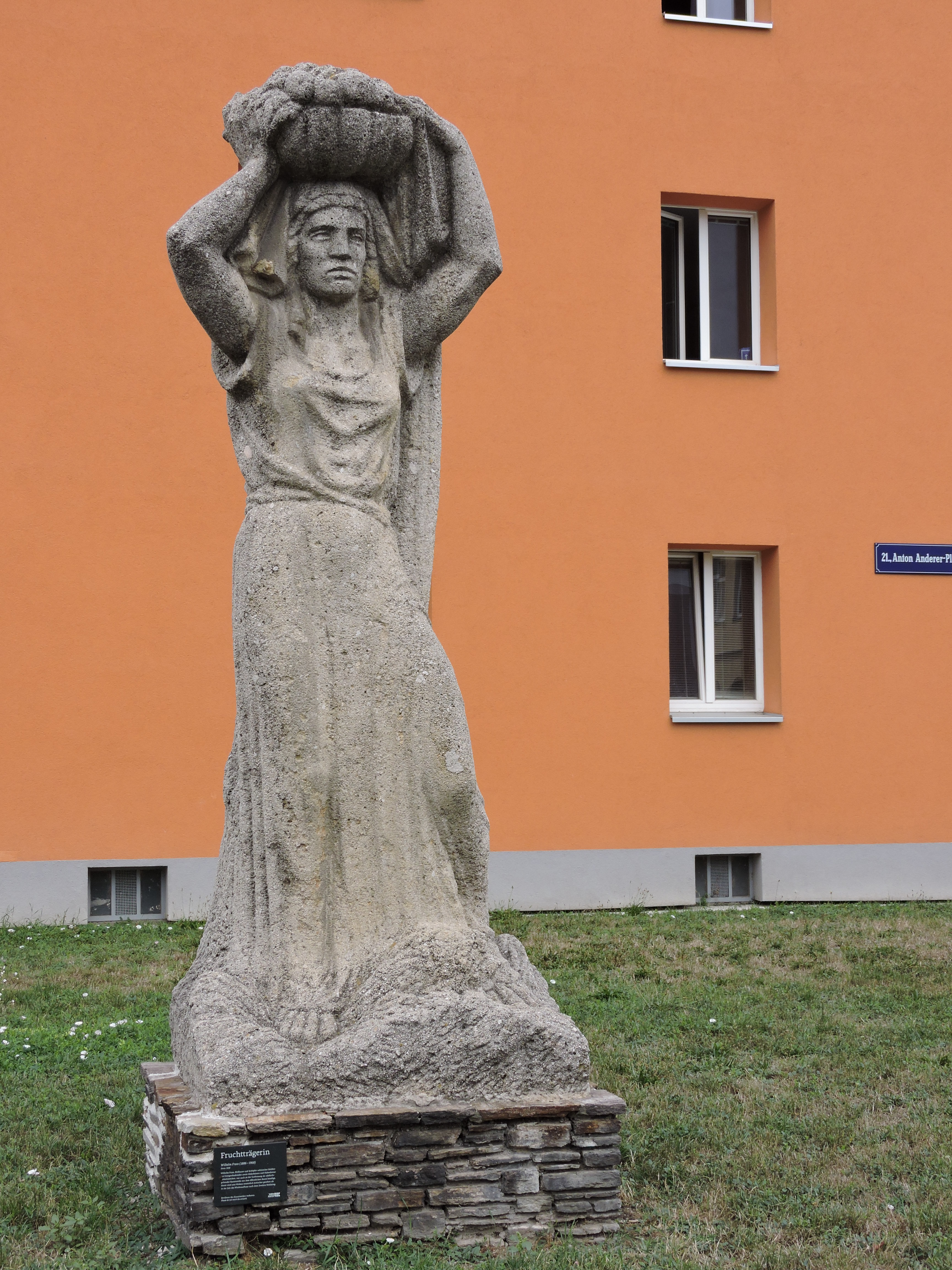
„Fruchtträgerin“ Gemeindebau Pragerstrasse/Anton Dengler Gasse

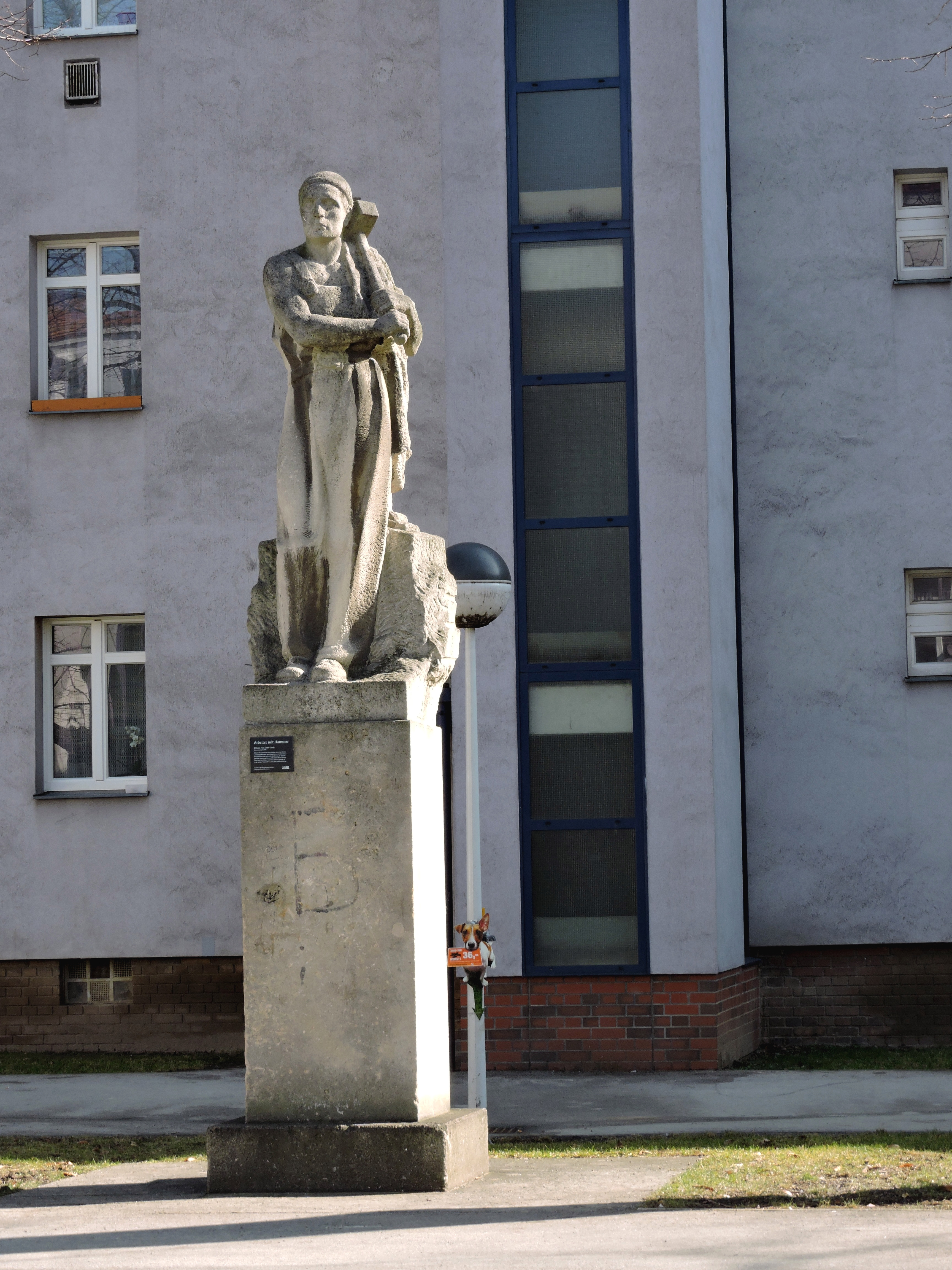
„Arbeiter mit Hammer“ im Gemeindebau Werndlgasse 14–18

Der Nachlass von Frass befindet sich im Stadtarchiv St. Pölten.

## Werke
Niederösterreich
- Böheimkirchen: 1922 Kriegerdenkmal hl. Sebastian, Kalkstein
- Melk: Kriegerdenkmal
- in Lilienfeld: Bronzeskulpturen an der Hauptschule Castellistraße 8
- St. Pölten: 1928/29 Kriegerdenkmal, Statue auf hohem quadratischem Sockel
- St. Pölten: 1935: Dollfußdenkmal auf dem Domplatz, abgetragen
- St. Pölten: Grabdenkmal Schwarz, Hauptfriedhof
- St. Pölten: 1908: Krankenhaus St. Pölten, Verwaltungstrakt: „Das schwere Kreuz“
- St. Pölten: 1911: Grabdenkmal Schmid, Hauptfriedhof
- St. Pölten: Figuren „Adalbert und Ottokar“, Kremser Gasse 20[14]
- St. Pölten: Wandbrunnen mit Knabenakt, Erdgeschoß des Olbrichhauses
- St. Pölten: 1912: Schubertplastik am Haus Rathausgasse 2
- St. Pölten: 1925: Stele Hubert Schnofl, Völklplatz[15]
- St. Pölten: 1923: Athletenfiguren am Gebäude Rathausplatz 2/Heßstraße 2–6
- St. Pölten: Nachlass von Werken im Stadtmuseum St. Pölten[16]

Oberösterreich
- Linz: 1929 Bronzeplastik Männliche Figur mit erhobenen Armen ab 1954 auf einer Marmorsäule gegenüber Römerstraße 83 (sog. „Fliegerdenkmal“)[17]
- Linz: 1934 Fries an der Tabakfabrik: drei männliche und eine weibliche Figur
- Linz: 1934 Bronzekugel mit plastischer Taube über dem Portal der Friedenskirche Pfarrkirche Christkönig
- Linz: 1936 Pionierdenkmal mit Architekt Alexander Popp[18]
- Schwertberg: Kriegerdenkmal

Steiermark
- Mautern: Drachentöter hl. Georg, Kalkstein

Wien
- Säule des Frohsinns beim Kindergarten im Gemeindebau Sandleitenhof, 16. Bezirk[19]
- 1932 Gedenktafel zu Franz Klein im Gemeindebau Dr.-Franz-Klein-Hof, 11. Bezirk
- Krypta im Heldentor am Heldenplatz, 1. Bezirk: 1933/34 Kriegerdenkmal, aus rotem Marmor geschaffenes Epitaph eines toten Soldaten[20] in der Ehrenhalle: ein fast drei Meter hoher Doppeladler aus Stein und ein riesiger Lorbeerkranz aus Kupfer[6]
- 1935 Denkmal zu Carl Auer von Welsbach, 9., vor Währinger Straße 38[21] Steinstatue "Fackelträger" jedoch aus 1954, nachdem im 2. Weltkrieg die entsprechende Bronzefigur eingeschmolzen wurde.

- 1951 Schreitender im Gemeindebau Karl-Seitz-Hof, 21. Bezirk
- 1958 Fruchtträgerin vor dem Gemeindebau in der Anton-Dengler-Gasse 17, 21. Bezirk[22]
- Skulpturen am Wohnhausbau 3., Am Modenapark 7; Bauherr war sein Bruder Rudolf Frass

Türkei
- in Ankara: eine sieben Meter hohe, aus Kalkstein vor Ort gemeißelte, Hygieia am Hygiene-Institut

## Auszeichnungen
- 1936: Großer Österreichischer Staatspreis
- 1942: Große Goldene Ehrenmedaille des Künstlerhauses
- 1961: Österreichisches Ehrenkreuz für Wissenschaft und Kunst
- 1963: Ehrenring der Stadt St. Pölten